# Rudolf Feischl
Rudolf Feischl (* 29. September 1899 in Linz; † 4. September 1985 ebenda) war ein österreichischer Maler und Kunstpädagoge.

## Leben und Wirken
Feischl besuchte die Malschule von Matthias May und unterrichtete dort selbst den Abendakt. Er beteiligte sich 1920 an einer Ausstellung des Ring und wurde 1923 Mitglied der Künstlervereinigung MAERZ. 
Beim Besuch der Malschule von Hans Hofmann in München setzte er sich mit kubistischen und expressionistischen Kompositionstheorien auseinander. Beruflich war er als Magistratsbeamter in Linz tätig. Er gab die Malerei zeitweilig ganz auf.

## Ausstellungsbeteiligungen
- Ausstellung des Ring (1923)
- Mehrere Beteiligungen an Ausstellungen der Künstlervereinigung MAERZ in den 1920er-Jahren.
- 100 Jahre MAERZ. Die Anfänge 1913 bis 1938, Nordico, 2013[1][2]